# Um Rosto sem Passado
Johnny Handsome (br/pt: Um Rosto sem Passado) é um filme norte-americano de 1989, dos gêneros policial e drama dirigido por Walter Hill e estrelado por Mickey Rourke, Ellen Barkin e Morgan Freeman. O roteiro foi escrito por Ken Friedman, baseado no livro de Morton Freedgood. A trilha-sonora foi escrita, produzida e interpretada por Ry Cooder, e algumas músicas por Jim Keltner.
O filme foi um fracasso de bilheteria, faturando apenas $7,237,794 milhões nos Estados Unidos com um orçamento de $20 milhões de dólares.

## Sinopse
Um vigarista de pouca importância é depreciativamente chamado de "Johnny Handsome" (Mickey Rourke), em virtude de ter um rosto grotescamente deformado. Durante o tumulto de um roubo Johnny é esfaqueado por um condenado empregado por Rafe Garrett (Lance Henriksen), seu antigo cúmplice e agora seu pior inimigo.
No hospital da prisão Johnny é tratado por Steven Fisher (Forest Whitaker), um bondoso médico que crê que a chave para a reabilitação de Johnny possa ser uma mudança total no rosto. Assim Johnny é submetido a uma cirurgia plástica, que o deixa irreconhecível.
Em liberdade condicional Johnny parece estar disposto em levar uma vida honesta, mas apenas parece e só A.Z. Drones (Morgan Freeman), um policial difícil de ser enganado, consegue ver através deste Johnny novo em folha.

## Elenco
- Mickey Rourke - John Sedley ou Johnny Handsome/Johnny Mitchell
- Ellen Barkin - Sunny Boyd
- Elizabeth McGovern - Donna McCarty
- Morgan Freeman - Lt. A.Z. Drones
- Forest Whitaker - Dr. Steven Fisher
- Lance Henriksen - Rafe Garrett
- Scott Wilson - Mikey Chalmette